# (12686) Bezuglyj
(12686) Bezuglyj (1986 TT11) – planetoida z grupy pasa głównego planetoid okrążająca Słońce w ciągu 4,12 lat w średniej odległości 2,57 j.a. Odkryta 3 października 1986 roku.